# Аеродром Задар
Међународни аеродром Задар (хрв. Međunarodna Zračna Luka Zadar), познат и као Аеродром Земуник, се налази у насељу Доњи Земуник, 7 km источно од Задра, у северној Далмацији.
Аеродром је 2018. године забележио преко 600 хиљада путника, махом током летње туристичке сезоне.
Аеродром Задар је авио-чвориште за „Кроацију Ерлајнс”.

## Авио-компаније и дестинације
| Airlines              | Destinations |
| --------------------- | --- |
| Air Serbia            | Seasonal: Belgrade |
| arkia                 | Seasonal: Tel Aviv (begins 29. мај 2025.) |
| Austrian Airlines     | Seasonal: Vienna |
| Brussels Airlines     | Seasonal: Brussels |
| Croatia Airlines      | Pula, Zagreb |
| Discover Airlines     | Seasonal: Frankfurt |
| EasyJet               | Seasonal: Basel/Mulhouse, Berlin, London–Gatwick, Lyon (begins 23 June 2025), Milan–Malpensa |
| Edelweiss Air         | Seasonal: Zürich (begins 28 June 2025) |
| Eurowings             | Seasonal: Berlin, Cologne/Bonn, Düsseldorf, Hamburg, Stuttgart |
| FLYYO                 | Seasonal charter: Tel Aviv |
| LOT Polish Airlines   | Seasonal: Zielona Góra |
| Lufthansa             | Seasonal: Frankfurt, Munich |
| Luxair                | Seasonal: Luxembourg |
| Norwegian Air Shuttle | Seasonal: Copenhagen |
| People's              | Seasonal: St. Gallen/Altenrhein |
| Ryanair               | Seasonal: Aarhus, Barcelona, Bari, Beauvais, Bergamo, Berlin, Birmingham, Bologna, Bournemouth, Bratislava (begins 2 June 2025), Bremen, Bucharest–Otopeni, Budapest, Charleroi, Cologne/Bonn, Copenhagen, Cork, Dublin, Edinburgh, Eindhoven, Gdańsk, Gothenburg, Hahn, Hamburg, Helsinki, Karlsruhe/Baden-Baden, Katowice, Kaunas, Košice, Kraków, Leeds/Bradford, Liverpool, London–Stansted, Maastricht/Aachen, Manchester, Marseille, Memmingen, Milan–Malpensa, Münster/Osnabrück, Newcastle upon Tyne, Nuremberg, Pisa, Poznań, Prague, Rome–Fiumicino, Rzeszów, Sofia, Stockholm–Arlanda, Växjö, Vienna, Warsaw–Modlin, Weeze, Wrocław |
| Scandinavian Airlines | Seasonal: Copenhagen |
| Sky Alps              | Seasonal: Verona |
| Trade Air             | Osijek, Rijeka |
| Transavia             | Seasonal: Paris–Orly, Rotterdam/The Hague |